# Lovčić
Lovčić – wieś w Chorwacji, w żupanii brodzko-posawskiej, w gminie Brodski Stupnik. W 2011 roku liczyła 63 mieszkańców.